# ケプラー174
| 太陽 | ケプラー174 |
| ---- | ----------- |
| 太陽 | Exoplanet   |

ケプラー174（英語: Kepler-174）は、地球から見てこと座の方向に、およそ1,270光年離れた位置にあるK型の恒星である。質量と半径は共に、太陽の3分の2程度である。2014年、ケプラー宇宙望遠鏡の観測データから、3つの太陽系外惑星が発見された。

## 惑星系
ケプラーチームは、ケプラーが検出した未確定の惑星候補の中で、複数の惑星を持つ系を重点的に、惑星である蓋然性を検証し、多くの系外惑星を確定させている。ケプラー174の3つの惑星も、その中で確定したもので、母星に近いものからケプラー174b、ケプラー174c、ケプラー174dと名付けられている。このうちケプラー174dは、ケプラー174のハビタブルゾーン内に収まっており、生命が存在するのに適した環境である可能性がある。
| 名称 （恒星に近い順） | 質量 | 軌道長半径 （天文単位） | 公転周期 (日) | 軌道離心率 | 軌道傾斜角 | 半径    |
| --------------------- | ---- | ----------------------- | ------------- | ---------- | ---------- | ------- |
| b                     | —    | 0.1                     | 13.98179      | —          | —          | 1.96 R⊕ |
| c                     | —    | 0.214                   | 44.000529     | —          | —          | 1.49 R⊕ |
| d                     | —    | 0.677                   | 247.35373     | —          | —          | 2.19 R⊕ |